# منتخب إسبانيا لكرة السلة للسيدات
منتخب إسبانيا الوطني لكرة السلة للسيدات هو ممثل إسبانيا الرسمي في رياضة كرة السلة للسيدات.

## سجل المشاركات

### الألعاب الأولمبية الصيفية
| - 1976: لم يتأهل - 1980: لم يتأهل - 1984: لم يتأهل - 1988: لم يتأهل | - 1992: المرتبة 5 - 1996: لم يتأهل - 2000: لم يتأهل - 2004: المرتبة 6 | - 2008: المرتبة 5 - 2012: لم يتأهل |

### بطولة العالم لكرة السلة للسيدات
| - 1953: لم يتأهل - 1957: لم يتأهل - 1959: لم يتأهل - 1964: لم يتأهل - 1967: لم يتأهل - 1971: لم يتأهل | - 1975: لم يتأهل - 1979: لم يتأهل - 1983: لم يتأهل - 1986: لم يتأهل - 1990: لم يتأهل - 1994: المرتبة 8 | - 1998: المرتبة 5 - 2002: المرتبة 5 - 2006: المرتبة 8 - 2010: المرتبة الثالثة |

### بطولة أوروبا لكرة السلة للسيدات
| - 1938: لم يتأهل - 1950: لم يتأهل - 1952: لم يتأهل - 1954: لم يتأهل - 1956: لم يتأهل - 1958: لم يتأهل - 1960: لم يتأهل - 1962: لم يتأهل - 1964: لم يتأهل - 1966: لم يتأهل - 1968: لم يتأهل | - 1970: لم يتأهل - 1972: لم يتأهل - 1974: المرتبة 12 - 1976: المرتبة 10 - 1978: المرتبة 11 - 1980: المرتبة 10 - 1981: لم يتأهل - 1983: المرتبة 11 - 1985: المرتبة 10 - 1987: لم يتأهل - 1989: لم يتأهل | - 1991: لم يتأهل - 1993: البطل - 1995: المرتبة 10 - 1997: المرتبة 5 - 1999: لم يتأهل - 2001: المرتبة الثالثة - 2003: المرتبة الثالثة - 2005: المرتبة الثالثة - 2007: الوصيف - 2009: المرتبة الثالثة - 2011: المرتبة 9 |